# Euphorbia alcicornis
Euphorbia alcicornis är en törelväxtart som beskrevs av John Gilbert Baker. Euphorbia alcicornis ingår i släktet törlar, och familjen törelväxter. IUCN kategoriserar arten globalt som akut hotad. Inga underarter finns listade i Catalogue of Life.